# Witold Przybyło
Witold Przybyło (ur. 1953 w Wolbromiu) – polski samorządowiec, burmistrz i wiceburmistrz Sanoka.

## Życiorys
Syn Adama (dyrektor Sanockich Zakładów Przemysłu Gumowego „Stomil” w Sanoku, zm. 1998) i Melanii (zm. 1995). Od 1958 zamieszkiwał w Sanoku. W 1973 ukończył Technikum Mechaniczne w Sanoku z tytułem technika mechanika o specjalności obróbka skrawaniem. Ukończył studia w Akademii Rolniczej we Wrocławiu na kierunku mechanizacja rolnictwa z tytułem magister inżynier. W Sanoku był zatrudniony w Państwowym Ośrodku Maszynowym od 1979 do 1986 (mieszczącym się na obszarze zespołu pałacowo-parkowego Rylskich i Tchorznickich) oraz w Szkole Podstawowej nr 1 na stanowisku nauczyciela. Działał w sanockim NSZZ „Solidarność” i Komitecie Obywatelskim.
Po wyborach do Sejmu kontraktowego w 1989 znalazł się w grupie przedstawicieli „Solidarności” zaproszonych do składu Komisji Rozwoju Gospodarczego i Gospodarki Finansowej Miejskiej Rady Narodowej w Sanoku oraz z Komitetu Obywatelskiego do Komisji Rozwoju Społeczno-Gospodarczego i Gospodarki Finansowej. 11 stycznia Komitet Obywatelski zgłosił kandydaturę Witolda Przybyło na urząd Naczelnika Miasta Sanoka, która uzyskała poparcie członków Miejskiej Rady Narodowej w Sanoku w wyborze przeprowadzonym 30 stycznia 1990. Po wyborach samorządowych 1990 został wybrany na urząd burmistrza Sanoka 18 maja 1990 zostając pierwszym włodarzem miasta w III Rzeczypospolitej. Urząd pełnił do 1994. Kandydował do Rady Miasta Sanoka w wyborach samorządowych 1994 z listy Samorządowego Komitetu Wyborczego i nie uzyskał mandatu. W kadencji samorządowej 1994-1998 sprawował stanowisko wiceburmistrza Sanoka. W wyborach samorządowych w 1998 bez powodzenia kandydował do Rady Miasta Sanoka z listy „Zjednoczeni” – mieszkańcy Sanoka i Powiatu.
Później był zatrudniony w Przedsiębiorstwie Gospodarki Komunalnej w Sanoku. W drugiej połowie lat 90. był jednym z redaktorów czasopisma „Słówko”, wydawanego przy parafii Podwyższenia Krzyża Świętego w Sanoku.

## Odznaczenia
- Odznaka „Zasłużony dla Sanoka”[15].